# Партия на черните пантери
Партията на черните пантери (на английски: Black Panther Party for Self-Defense) е афроамериканска организация за граждански права на чернокожото население. Тя е активна в САЩ от средата на 1960-те до края на 1970-те години.
Основана е в Окланд, Калифорния, през октомври 1966 г. Организацията е в противовес на учението на Мартин Лутър Кинг. Тя поддържа въоръжената съпротива като отговор на агресията и в борбата за справедливост. С течение на времето целите и философията на партията радикално се променят. В началото те са социалисти маоисти и последователи на Че Гевара. Постепенно организацията привлича множество други течения, някои от тях националистически. Голямо влияние върху възгледите на партията оказва книгата „Негри с пистолети“ на Робърт Уилямс, а също така и проповедите на Малкълм Екс.